# 聖盧卡斯 (埃爾帕拉伊索省)
聖盧卡斯（西班牙語：San Lucas），是洪都拉斯的城鎮，位於該國南部，由埃爾帕拉伊索省負責管轄，始建於1875年8月2日，面積123.27平方公里，海拔高度1,099米，2001年人口6,849，人口密度每平方公里55.56人。
13°44′0″N 86°57′0″W / 13.73333°N 86.95000°W